# Международный аэропорт имени Президента Обианга Нгемы
Международный аэропорт имени президента Обианга Нгемы (ИАТА: GEM, ИКАО: FGMY) — аэропорт, расположенный в 1,0 километра (0,6 миль) к юго-западу от города Менгомейен (также пишется Монгомейен) в материковой провинции Веле-Нзас, Экваториальная Гвинея. Аэропорт назван в честь Теодоро Обианга Нгемы Мбасого, который является президентом Экваториальной Гвинеи с 1979 года.
Аэропорт является последним аэропортом, построенным в Экваториальной Гвинее, и является пятым международным аэропортом, обслуживающим Экваториальную Гвинею. Он предназначен для соединения географически изолированных районов страны, таких как Аннобон и Кориско, с основными населенными пунктами.

## Строительство
Строительство нового аэропорта заняло 72 месяца и было полностью профинансировано правительством Экваториальной Гвинеи, что обошлось более чем в 190 миллиардов франков КФА. Это одна из многих недавних правительственных инициатив, направленных на содействие экономическому и инфраструктурному развитию в регионе.

## Открытие
Аэропорт был торжественно открыт в День независимости Экваториальной Гвинеи, 12 октября 2012 года. Церемония открытия проходила под председательством президента Обианга Нгемы Мбасого и его супруги Констансии Манге в присутствии президента Республики Сан-Томе и Принсипи Мануэла Пинту да Кошты, почетного гостя праздника Дня независимости. Во время открытия министр гражданской авиации Фаусто Абесо Фума заявил, что новый аэропорт является самым хорошо оборудованным не только в Экваториальной Гвинее, но и в Центральной Африке.

## Средства
Аэропорт расположен на высоте 2165 футов (660 м). Самая длинная взлетно-посадочная полоса составляет 3000 метров (9800 футов), за исключением порога смещения 270 метров (890 футов) на взлётно-посадочной полосе 36.Взлетно-посадочная полоса может принимать самолеты класса Boeing 747-400.
Аэропорт имеет три поворотных кольца, парковочную эспланаду площадью более 100 100 000 квадратных метров (25 акров), подъездную дорогу, питьевое водоснабжение, систему пожарной безопасности и навигационное оборудование нового поколения.
Монгомейенская система VOR/DME (идентификатор: MGY) расположена к северу от аэропорта.